# Ogive de Luxembourg
Ogive de Luxembourg (986 - 21 février 1030), fille de Frédéric de Luxembourg, comte de Luxembourg et de Moselle.
En 1012, elle épouse Baudouin IV de Flandre. Ils eurent :
- Baudouin V (1012 † 1067), comte de Flandre ;
- Ermengarde, mariée à Adalbert († 1032), comte de Gand.